# رکسپیس تکنالوجی
رکسپیس تکنالوجی (انگلیسی: Rackspace Technology) شرکت فناوری اطلاعات آمریکایی است، که در سال ۱۹۹۸ تأسیس شد.